# Випробування невинуватістю
«Випробування невинуватістю» (англ. Ordeal by Innocence) — детективний роман англійської письменниці  Агати Крісті. Вперше опублікований у Великій Британії видавництвом «Collins Crime Club» 3 листопада 1958 і у США, видавництвом «Dodd, Mead and Company» у наступному році. Критики вважають роман одним із найкращих пізніх творів письменниці. Агата Крісті також вважала цей роман одним із найкращих, так само як і «Зігнутий будинок».
Роман також відзначають як один з найпохмуріших творів Крісті, поряд з такою класикою, як «І не лишилось жодного».

## Сюжет
Джако Аргайл помирає у в'язниці. Він відбуває покарання за вбивство своєї прийомної матері — злочин, який, як він наполягає, скоєний іншою людиною. Два роки по тому людина, яка змогла б підтвердити алібі Джако, раптово зникає, і сім'я повинна змиритися з тим, що один з них справжній вбивця, оскільки підозра падає на кожного з них. Агата Крісті у цьому романі звертає увагу на психологію невинності у вигляді боротьби членів родини з підозрами один до одного.
Свідок, Артур Калгарі, вважає, що, коли він очистить ім'я їхнього сина, сім'я йому буде вдячна. Він не розуміє наслідків своєї інформації. Однак він робить це, бо сповнений рішучості захистити невинного, знайшовши вбивцю. Він відвідує колишнього місцевого лікаря, доктора Макмастера, щоб запитати його про Джако Аргайла. Доктор Макмастер каже, що здивувався, коли Джако вбив свою матір. Не тому, що вбивство - це «моральний вибір» Джако, а тому що він думав, що Джако занадто боягузливий, щоб вбити кого-небудь. Якщо він би хотів когось вбити, то зробив би це разом з кимось…